# أوجاق الجزائر
أوجاق الجزائر وحدة عسكرية تابعة لجيش إيالة الجزائر في العهد العثماني.  كانت جزءًا من فيلق الإنكشارية.  بقيادة الآغا ، شارك الأوجاق أيضًا في الإدارة الداخلية والسياسة في البلاد ، وقادوا البلاد لعدة سنوات. عمل أوجاق الجزائر كوحدة دفاع ، وحرس امبراطوري ،  وأداة للقمع حتى عام 1817.

## التركيبة العرقية

### من الإمبراطورية العثمانية
كانت غالبية عناصر أوجاق الجزائر خلال القرن السادس عشر حتى القرن الثامن عشر تقتصر على العثمانيين وبعض الأعراق الأخرى من ألبان ويونانيين وصرب وأكراد وأرمن . 

### الموريسكيين الجزائريين والعرب
على الرغم من عدم السماح لهم في البداية بالانضمام إلى الجيش، مع مرور الوقت، وأصبحت العلاقات أكثر بعدًا بين الإمبراطورية العثمانية والانكشاريين ،  أصبح استيراد القوات أكثر وأكثر إشكالية. في البداية، سُمح لبعض السكان المحليين بالانضمام إلى الأوجاق كمساعدين للحامية. أصبح هذا أكثر شيوعًا ، ولكن فقط في المناطق المعزولة. بين عامي 1699 و 1701 ، من بين 40 حالة من الإنكشارية المذكورة أصولهم ، تم تجنيد 5 من بين الجزائريين ،  لكن معظمهم كانوا في مناطق ريفية. في الواقع ، كان الفيلق لا يزال تركيًا بأغلبية ساحقة. بعد انقلاب علي تشوش ، ضعفت الأوجاق ، وأصبح للدي باشا سلطة أكبر بكثير من ذي قبل.  أضعف الإنكشارية، وأجبرهم على التراخي في إجراءاتهم. مع مرور الوقت، كانت هذه الإجراءات أكثر تساهلاً. نظرًا لأن الأوجاق كانت القوة الرئيسية خارج الضريبة العشائرية العربية البربرية غير الموثوقة والتي كانت تعتبر في كثير من الحالات غير موالية ،  كان من المهم عدم تجنيد الأشخاص الذين لديهم ولاءات قبلية. وهكذا تم تجنيد العديد من الأيتام والمجرمين الجزائريين في وحدة الأوجاق. بحلول عام 1803 ، كان كل 17 إنكشاريًا من أصول جزائرية. 
بحلول عام 1828 من إجمالي 14000 من الانكشارية العجاقية ، كان 2000 جزائريًا مما يعني أن كل 7 إنكشارية كانت من أصول جزائرية بالكامل. 

### المتمردون
سُمح للمرتدين أيضًا بالدخول إلى الفيلق ، على الرغم من أن عددهم الدقيق غير معروف وربما كان منخفضًا.

## اضطرابات عام 1817
بعد فترة من الركود والهزيمة العسكرية ، ضعفت الجزائر بشدة. بعد خسارة الحروب البربرية ، وقصف الجزائر ، انطلق الأوجاك إلى العمل وقتل الداهم الحاكم عمر أغا . في عام 1817 انقلب علي خوجة على البلاد بعد هزيمة ساحقة. حاول الإنكشاريون الأتراك القيام بانقلاب ، فقام علي خوجة بإثارة كولوغلي الإنكشارية والقبائل البربرية المتحالفة مثل Igawawen ضدهم . هُزم الأتراك وذبحوا وأعيد الباقون إلى الولايات العثمانية.   